# Rio-Rita
Rio-Rita é o clássico que envolve os clubes Sport Club Rio Grande (o clube de futebol em atividade mais antigo do Brasil) e Sport Club São Paulo (Caturrita, menção a ave de penagem verde, às vezes, vermelha, cores do clube), ambos da cidade de Rio Grande, tornando-se um dos mais antigos e importantes clássicos do interior gaúcho e do Rio Grande do Sul.

## História
O primeiro jogo foi em 7 de novembro de 1910, o que o torna um clássico centenário.